# Creixement orgànic
El creixement orgànic del negoci està relacionat amb el creixement dels sistemes i organismes naturals, les societats i les economies, com un procés organitzatiu dinàmic, que per a l'expansió del negoci es caracteritza per un augment de la producció, l'expansió de la base de clients o el desenvolupament de nous productes, a diferència de les fusions i adquisicions, que és el creixement inorgànic.
Per a les empreses, el creixement orgànic normalment exclou l'impacte de les divises. "Creixement bàsic" és el terme que s'utilitza per referir-se al creixement que inclou divises, però exclou les desinversions i les adquisicions.
El creixement orgànic del negoci és el creixement que prové dels negocis existents d'una empresa, a diferència del creixement que prové de la compra de nous negocis. Pot ser negatiu. Mitjançant la planificació del creixement, les empreses poden aconseguir un creixement orgànic seleccionant les millors estratègies disponibles. Per exemple, examinant la matriu d'Ansoff, les empreses poden triar entre la penetració del mercat, el desenvolupament del mercat, el desenvolupament de productes i la diversificació per augmentar els seus ingressos de manera orgànica. A més, el creixement orgànic del negoci es pot aconseguir utilitzant esforços de màrqueting de contingut, que impulsen el trànsit de cerca orgànica.
El creixement orgànic del negoci inclou el creixement durant un període que resulta de la inversió en empreses que l'empresa posseïa a l'inici del període. El que exclou és l'impuls al creixement de les adquisicions, i el descens de les vendes i tancaments de negocis sencers.
Quan una empresa no revela les xifres de creixement orgànic, normalment és possible estimar-les estimant les xifres d'adquisicions realitzades en el període examinat i en l'any anterior. És útil desglossar el creixement orgànic de vendes en el que prové del creixement del mercat i el que prové dels guanys de quota de mercat: això facilita veure com és el creixement sostenible.
En relació amb l'entrada orgànica d'una organització, també pot relacionar-se amb l'acte de tancar centres de costos mitjançant mètodes orgànics establerts en lloc d'esperar una llista de finances.
Edith Penrose va estudiar àmpliament els mecanismes i la taxa de creixement de les empreses que experimenten creixement orgànic en el seu llibre de 1958 The Theory of the Growth of the Firm.
Una referència primerenca al "creixement orgànic" va aparèixer al llibre de 1899 d'Inazo Nitobe The Soul of Japan.
El creixement orgànic està evolucionant cap a un nou concepte dins del màrqueting a les xarxes socials del segle xxi. Les xarxes socials també fan un creixement orgànic en termes de seguidors i presència social.